# Persian (Indonesië)
Persian  is een plaats in Indonesië. Het is gelegen in de provincie Midden-Java.